# Dihammaphora parana
Dihammaphora parana är en skalbaggsart som först beskrevs av Max Gemminger 1873.  Dihammaphora parana ingår i släktet Dihammaphora och familjen långhorningar.
Artens utbredningsområde är Paraguay. Inga underarter finns listade i Catalogue of Life.